# Obelisco de Lobato
O obelisco de Lobato é um monumento localizado no bairro de Lobato, no município de Salvador, no estado brasileiro da Bahia. Seu objetivo é ser um marco histórico dos primeiros poços de petróleo descobertos no Brasil.

## História
O monumento, do gênero arquitetônico de obelisco, está situado na Praça do Petróleo, ao final da rua do Amparo, no bairro de Lobato. Foi inaugurado em 21 de outubro de 1940 em comemoração aos primeiros poços de petróleo perfurados no país e em homenagem a Getúlio Vargas, então presidente do Brasil e considerado um impulsionador das prospecções do petróleo nacional.
Os primeiros sinais de petróleo em Lobato ocorreram oficialmente em 1939. A região era originalmente uma fazenda. Evidências de petróleo surgiram quando moradores usavam óleo escuro para acender lamparinas.
Os jornais da época citam que a inauguração do obelisco contou com a presença do presidente do Conselho Nacional do Petróleo, o General Horta Barbosa, que organizou a visita do presidente e de sua comitiva, os quais inspecionaram os poços de petróleo recentemente abertos no sítio e as demais estruturas de extração petrolífera.

## Características
O obelisco constitui-se de uma coluna piramidal de quatro faces, assentada sobre uma base de dois degraus e voltada para o mar. Em uma das faces, consta uma efígie em bronze do rosto de Getúlio Vargas e abaixo, o Brasão Nacional. Segundo o Jornal do Brasil, o monumento contava com a seguinte inscrição:
"Marco comemorativo da descoberta do primeiro campo de petróleo em território brasileiro.
Realização do Conselho Nacional do Petróleo, sendo presidente da República o Exmo. Sr. Dr. Getulio Dornelles Vargas - 1940."
Próximo a este obelisco, há um segundo marco reproduzindo uma bomba de extração de petróleo em tamanho reduzido.

## Abandono e descaracterização
Após a interrupção das atividades de extração de petróleo em Lobato na década de 1970, o obelisco, assim como as demais instalações, foram abandonadas.
A ocupação urbana no local se adensou, proporcionada pelo próprio governo do Estado em 1971, que ali alojou famílias desabrigadas pelas chuvas e que residiam em bairros próximos. Em seguida, as terras que sobraram foram loteadas e vendidas. Esse movimento ocorreu sem que houvesse, contudo, a instalação de infraestrutura adequada (como rede de água e esgotos), tornando Lobato uma comunidade favelizada.
Na década de 1980, foram consideradas tratativas pelo SPHAN (atual IPHAN) para tombamento do obelisco e dos poços perfurados como patrimônio histórico. Contudo, não houve avanços.
O monumento foi remodelado em relação à sua forma original, provavelmente nos anos 2000, visto que a peça que se encontra atualmente na Praça do Petróleo não condiz totalmente com fotografias das décadas de 1940 a 1980. Em matéria da extinta revista Manchete, de 1983, o monumento aparece formado por duas pedras sobrepostas, sendo a superior em forma de agulha, típica de obeliscos. Outra foto semelhante aparece no Boletim ABI (Associação Brasileira de Imprensa), de 1982, quando o monumento ainda era cercado por vegetação e não por residências. Uma terceira fotografia do momento de sua construção, em 1940, publicada pelo jornal Diário da Noite, indica que houve descaracterização. A mesma matéria informa que o mesmo estava sendo instalado entre os poços B-3 e B-4.
Em 2008, a Petrobrás realizou a revitalização da área onde se localizava o monumento. O obelisco foi transferido para a atual Praça do Petróleo, distante alguns metros de seu ponto original. Segundo artigo do Correio da Manhã, o obelisco se encontrava escondido pelas casas populares, contando inclusive com roupas penduradas em suas grades de proteção.
Entretanto, o obelisco existente na atual Praça do Petróleo não contém a segunda pedra em forma de agulha, sendo coberto por granito preto polido. Ainda conta com as placas de bronze com o rosto de Getúlio Vargas. Já a placa com a inscrição do ano e motivo da inauguração não existe mais.